# Јановик
Јановик (слч. Janovík) насељено је мјесто са административним статусом сеоске општине (слч. obec) у округу Прешов, у Прешовском крају, Словачка Република.

## Становништво
| Година:    | 1994. | 2004.   | 2014. | 2024.    |
| ---------- | ----- | ------- | ----- | -------- |
| Број људи: | 305   | 290     | 290   | 453      |
| Разлика:   |       | -4,91 % | +0 %  | +56,20 % |

| Година:    | 2023. | 2024.   |
| ---------- | ----- | ------- |
| Број људи: | 437   | 453     |
| Разлика:   |       | +3,66 % |

Према подацима о броју становника из 2021. године насеље је имало 385 становника.